# La Robe (film)
Pour les articles homonymes, voir Robe.
Pour plus de détails, voir Fiche technique et Distribution.
La Robe (Das Kleid) est un film est-allemand réalisé par Konrad Petzold et Egon Günther. Tourné en 1961, sa sortie a été interdite et le film n'est sorti qu'en 1990, après la chute du mur.
Il est adapté du conte Les Habits neufs de l'empereur de Hans Christian Andersen.

## Synopsis
Deux couturiers doués parviennent à arnaquer toute une petite ville aux dépens de ses habitants.

## Fiche technique
- Titre original : Das Kleid
- Titre français : La Robe[2]
- Réalisateur : Konrad Petzold, Egon Günther
- Scénario : Egon Günther
- Photographie : Hans Hauptmann
- Montage : Ilse Peters (de) (1961), Thea Richter (de) (1991)
- Musique : Günter Hauk (de)
- Société de production : Deutsche Film AG
- Pays de production :  Allemagne de l'Est
- Langue de tournage : allemand
- Format : Couleur (ORWO-Color) - 2,35:1 - Son mono - 35 mm
- Genre : Comédie, conte merveilleux
- Durée : 88 minutes (1h28)
- Date de sortie :	
  - Allemagne : 9 février 1991

## Distribution
- Wolf Kaiser : l'empereur Max
- Horst Drinda (de) : Hans
- Werner Lierck (de) : Kumpan
- Eva-Maria Hagen : Katrin
- Günther Simon : Fleischer
- Lore Frisch (de) : Ministre de la garde-robe
- Kurt Rackelmann (de) : Ministre de l'intérieur
- Gerd E. Schäfer (de) : Ministre des Affaires étrangères
- Erik S. Klein (de) : Ministre de la cuisine
- Gerry Wolff : Ministre de la justice
- Hannes Fischer (de) : Le Gros
- Harry Riebauer : Le Maigre
- Ernst-Georg Schwill (de) : Oignon (Zwiebel en VO)
- Gerhard Rachold (de) : Latte